# Пожня (річка)
По́жня — річка в Україні, у межах Сумського та Охтирського районів Сумської області. Ліва притока Ворсклиці (басейн Дніпра).

## Опис
Довжина річки 29 км, площа басейну 285 км². Долина V-подібна, завширшки до 2,2 км, завглибшки до 50 м. Заплава невелика, завширшки до 30 м, місцями заболочена. Річище слабозвивисте, вузьке, тільки в нижній течії досягає 5 м. Похил річки 1,6 м/км. Споруджено кілька ставків.

## Розташування
Пожня бере початок на захід від села Лісного (на південний схід від смт Краснопілля). Тече переважно на південь, частково на південний схід. Впадає до Ворсклиці біля південної околиці села Пожні.
Населені пункти вздовж берегової смуги: Мезенівка, Славгород, Порозок, Верхня Пожня, Пожня.

## Основні притоки

### Праві
- Яр Ямпільський - впадає у Пожню між селами Земляне і Мезенівка
- Жолобок (у верхній течії Яр Козлів) - бере початок на півночі від села Новоолександрівка, тече на південний схід і впадає у Пожню у селі Мезенівка.
  - Балка Птушина - права притока Жолобка, впадає південніше села Новоолександрівка. У ХІХ ст. у балці існував хутір Птушин.
    - Яр Стінки - права притока балки Птушиної
- Балка Святуха - впадає на південно-західній околиці села Мезенівка
- Балка Гнилокозова - впадає між селами Мезенівка і Славгород
  - Балка Мала Святуха - ліва притока Балки Гнилокозової
  - Балка Велика Святуха - ліва притока Балки Гнилокозової
- Яр Олимов - впадає на північно-західній околиці села Славгород
- Яр Уринин - впадає у селі Славгород
- Яр Карпов - впадає у селі Славгород
- Яр Бичайний - впадає на північній околиці села Верхня Пожня
- Яр Пронин - впадає у селі Верхня Пожня
- Яр Березовий - впадає на західній околиці села Пожня

### Ліві
- Балка Капустина - протікає через село Лісне
- Балка Саханова - починається на південному заході від села Рясне впадає у Пожню між селами Земляне і Мезенівка
  - Балка Дергунова - права притока балки Сахнової
- Яр Двійний - впадає північніше села Мезенівка
- Яр Метукан - впадає у селі Мезенівка
- Корова
- Яр Базівка - починається неподалік україно-російського кордону, тече на південний захід, протікає через південну частину села Славгород і впадає у Пожню на його південно-західній околиці.
- Порозок
- Яр Порозочок - починається неподалік україно-російського кордону, тече переважно на захід, протікає через південну частину села Порозок і впадає у Пожню на південно-східній околиці села Верхня Пожня.